# Canadian Soccer League
Canadian Soccer League (CSL; francouzsky: Ligue canadienne de soccer ) je profesionální liga pro kanadské fotbalové kluby nacházející se v provincii Ontario a hlásí se k historii kanadské národní fotbalové ligy (CNSL). Od roku 2023 se skládá ze sedmi týmů, všechny se nacházejí v Ontariu. Sezóna obvykle trvá od května do října, přičemž většina zápasů se hraje o víkendu, po kterém následuje formát play-off, který určí vítěze.  
Liga vznikla v roce 1998 jako kanadská profesionální fotbalová liga (CPSL) z aliance vytvořené Ontarijskou fotbalovou asociací (OSA) s kanadskou národní fotbalovou ligou.

## Soutěžní formát

### Mistrovská soutěž
V současné době je v kanadské fotbalové lize sedm klubů. Tradičně v průběhu ligové sezóny hrály týmy od dubna/května do října/listopadu vyrovnaný program 18 nebo 22 zápasů, přičemž nejlepších osm týmů na žebříčku postoupilo do play-off. Na konci každé sezóny je klub s nejvyšším počtem bodů korunován šampiónem pravidelné sezóny. 
Play-off funguje jako turnaj s jednou eliminací se soutěžemi na jednu hru, kde je vítěz finále korunován šampionem CSL. 

### Pohárová soutěž
Kanadská fotbalová liga předtím pořádala každou ligovou sezónu pohárovou soutěž s jedním vyřazováním známou jako Open Canada Cup.

## Týmy
| Tým                     | Město             | Stadion             | Od   |
| ----------------------- | ----------------- | ------------------- | ---- |
| Ooty Black Pearl FC     | Brampton, Ontario | Mattamy Sports Park | 2023 |
| Hamilton City SC        | Hamilton, Ontario | Mattamy Sports Park | 2016 |
| Scarborough SC          | Toronto, Ontario  | Mattamy Sports Park | 2014 |
| Serbian White Eagles FC | Toronto, Ontario  | Mattamy Sports Park | 1968 |
| Toronto Falcons         | Toronto, Ontario  | Mattamy Sports Park | 2022 |
| FC Dynamo Toronto       | Toronto, Ontario  | Mattamy Sports Park | 2023 |
| Weston United           | Toronto, Ontario  | Mattamy Sports Park | 2023 |